# 山名淳
山名 淳（やまな じゅん、1963年 - ）は、日本の教育学者。専門は教育哲学、教育思想。東京大学大学院教育学研究科教授。

## 人物・経歴
鳥取県湯梨浜町出身。鳥取県立倉吉東高等学校卒業後、1986年広島大学教育学部教育学科卒業、広島大学大学院教育学研究科博士課程前期入学。1991年広島大学大学院教育学研究科博士課程後期単位取得、広島大学教育学部助手。1995年神戸市外国語大学外国語学部専任講師。1997年同助教授、博士（教育学）。1999年東京学芸大学教育学部助教授。2001年フンボルト大学客員研究員。2009年京都大学大学院教育学研究科准教授。2013年日本WEF小原賞受賞。2017年東京大学大学院教育学研究科教授。2021年日本教育学会理事。

## 著書
- 『ドイツ田園教育舎研究 : 「田園」型寄宿制学校の秩序形成』風間書房 2000年
- 『教育人間論のルーマン : 人間は<教育>できるのか』（田中智志と共編著）勁草書房 2004年
- 『夢幻のドイツ田園都市 : 教育共同体ヘレラウの挑戦』ミネルヴァ書房 2006年
- 『「もじゃペー」に〈しつけ〉を学ぶ : 日常の「文明化」という悩みごと』東京学芸大学出版会 2012年
- 『人間形成と承認 : 教育哲学の新たな展開』（ローター・ヴィガー, 藤井佳世と共編著）北大路書房 2014年
- 『教員養成を哲学する : 教育哲学に何ができるか』（林泰成, 下司晶, 古屋恵太と共編著）東信堂 2014年
- 『都市とアーキテクチャの教育思想 : 保護と人間形成のあいだ』勁草書房 2015年
- 『災害と厄災の記憶を伝える : 教育学は何ができるのか』（矢野智司と共編著）勁草書房 2017年
- 『教育的関係の解釈学』（丸山恭司と共編）東信堂 2019年
- 『言葉とアートをつなぐ教育思想』（渡辺哲男, 勢力尚雅, 柴山英樹と共編著）晃洋書房 2019年